# Fontaine Pastorale
La fontaine Pastorale est la fontaine du square Félix-Desruelles (anciennement square Saint-Germain-des-Prés), situé au 168 bis, boulevard Saint-Germain, dans le 6e arrondissement de Paris.

## Histoire
La fontaine en pierre de Chauvigny a été érigée le 15 mars 1925 sur le mur à l'ouest du square entourant l'église Saint-Germain-des-Prés. Construite par l'architecte Ollivier, la fontaine a été rehaussée d'un relief sculpté par Félix Desruelles, en 1923, représentant un berger accompagné d'une jeune fille.  

## Description
La fontaine est constituée d'une base en pierre d'où l'eau s'écoule par trois minces filets dans un bassin. Elle est ornée d'un haut-relief représentant une scène idyllique et pastorale.

## Accès
Ce site est desservi par la ligne 4 à la station de métro Saint-Germain-des-Prés.